# 科利亚多
科利亚多，是西班牙埃斯特雷马杜拉卡塞雷斯省的一个市镇。总面积45平方公里，
2001年普查人口總數為175人，人口密度為每平方公里4人。